# 松平勝広
松平 勝広（まつだいら かつひろ）は、江戸時代前期の上総国佐貫藩の世嗣。官位は従五位下・美濃守。

## 略歴
旗本・松平重長の長男として誕生。
叔父の松平勝隆の嫡男・重隆が早世したため、養子に迎えられて嫡子となる。寛永9年（1632年）徳川家光に拝謁し叙任する。翌年には養父・勝隆が加増されて佐貫藩主となったため、勝広も佐貫藩嫡子となった。
寛永12年（1635年）に廃嫡され、代わって重治が養子に迎えられた。寛文12年（1672年）、死去。享年59。

## 系譜
- 父：松平重長（1574-1615）
- 母：毛利高政の娘
- 正室：今川直房の娘
- 生母不明の子女
  - 長男：松平勝制
  - 次男：松平勝信
  - 三男：松平勝房
  - 女子：松波勝令室
  - 女子：佐野正房室
  - 女子：松平勝秀室